# Orelles de burro (vela)

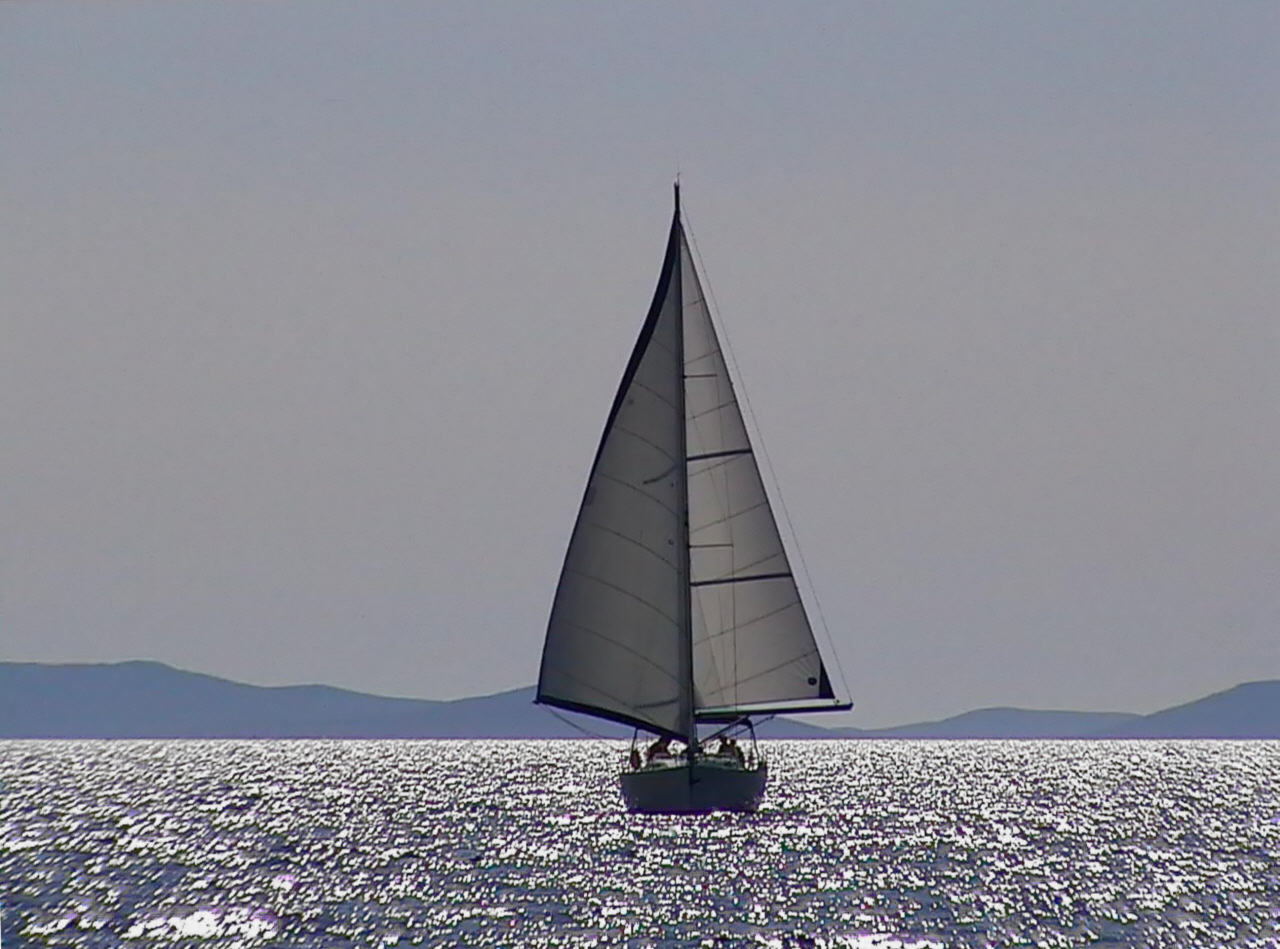
Veler amb orelles de burro

Orelles de burro és un terme que s'utilitza per a definir la navegació d'un veler amb aparell de proa i popa, quan es mou directament en la direcció del vent -cap a sotavent-, amb la vela de proa i la vela major als costats oposats del vaixell, -per exemple, amb la major a babord i el floc a estribord- formant un angle de 180 graus per tal de maximitzar la quantitat de lona exposada al vent. El floc està subjectat amb un tangó pel puny d'escota forçant-lo a captar la màxima quantitat de vent, pel costat escollit sense que el tapi la major.

## Descripció

Orelles de burro

La navegació amb orelles de burro requereix l'ús de dues veles, un floc i la major. S'utilitza quan es navega "davant del vent" directament cap a sotavent. El timoner ha de vigilar el vent per la popa amb atenció per evitar una trabujada involuntària. Per assegurar la botavara contra aquest encreuament, s'utilitza una "contra"; Es tracta d'un element mecànic que es porta des de la botavara cap a proa al mateix costat on hi ha la botavara i s'assegura allà per evitar que la botavara es balancegi a través del vaixell si la vela perd l'empenta del vent temporalment. Com més cap a proa es pugui col·locar la botavara, menor serà el risc que es produeixi una trabujada involuntària.

## Alternatives
Una altra possibilitat, seria navegar a favor del vent creuat, que sol ser més ràpid, i que pot fer el timoner per raó de la millor aerodinàmica dels balandres moderns. Alternativament, navegant d'empopada, es pot utilitzar un gennaker o un espinàquer; amb ells la vela major ja no representa cap perill, tot i que encara pot trabujar.
La posició de la botavara és determinant per a les regles de prioritat al mar. Per tant, si és possible, la botavara es deixarà a babord; en cas contrari, hi ha la possibilitat d'haver de donar la prioritat a altres velers, no només als que naveguen cenyint més, sinó només pel fet de tenir la botavara al costat de babord (amurats a estribord).

## Empopada vs. cenyida
Quan es navega amb el vent o davant del vent, les veles generen energia principalment mitjançant l'arrossegament (com un paracaigudes) amb el vent real directament des de darrere de l'embarcació. Una embarcació de vela impulsada pel vent a favor no pot assolir una velocitat més ràpida que la velocitat del vent real.
No obstant això, les embarcacions de vela de gran rendiment aconsegueixen una velocitat més alta que la que es pot aconseguir a favor del vent, navegant en cenyida d'una forma més eficient per a una embarcació en particular, i fent bordades segons sigui necessari. El recorregut més llarg es compensa amb la velocitat més ràpida. Per exemple, si un vaixell navega alternativament en les direccions 45° des de la direcció del vent a favor, farà un recorregut √2 (≈1,41) vegades més llarg del que faria si navegués directe en la direcció del vent, però sempre que pugui navegar més ràpid que 1,4 vegades la velocitat del vent real, la ruta indirecta el permetrà fer el recorregut global d'una forma més ràpida.
Per a navegar d'empopada, les embarcacions milloren la potència de les veles augmentant l'àrea total presentada al vent, de vegades posant veles especialitzades per a aquest propòsit, com ara un espinàquer en un vaixell amb aparell proa-popa, deixant obsoleta aquesta tècnica descrita de les orelles de burro col·locant el floc a sobrevent (oposat a la vela major). Amb vents lleugers, certs vaixells amb aparells quadrats poden posar veles amb ales, veles que s'estenen cap a l'exterior des de les vergues, per crear una superfície vèlica més gran.

## Galeria

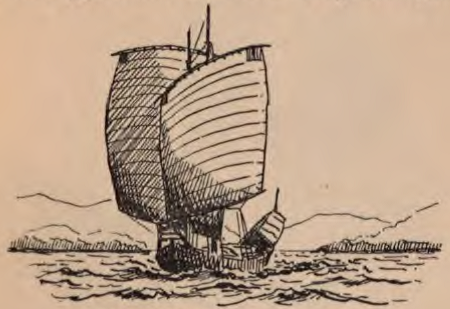
Un Penjajap Malai amb orelles de burro
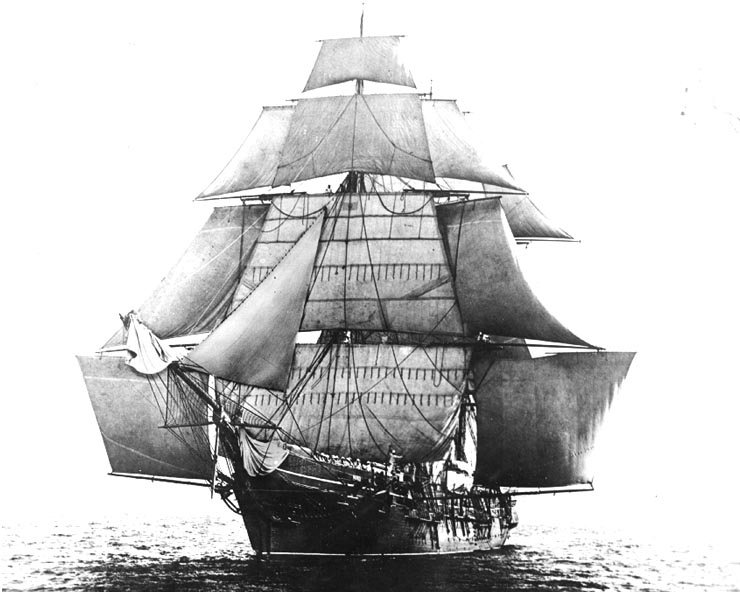
El bergantí goleta USS Monongahela (USA, 1862) amb tot el joc d'ales desplegat